# Championnat de Slovénie de football 2001-2002
Navigation
Saison précédente Saison suivante
La saison 2001-2002 du Championnat de Slovénie de football est la 11e édition de la première division slovène à poule unique, la PrvaLiga. Les 12 meilleurs clubs slovènes jouent les uns contre les autres à trois reprises durant la saison. En fin de saison, les deux derniers du classement sont directement relégués et remplacés par les deux meilleurs clubs de D2.
C'est le Maribor Teatanic, quintuple champion de Slovénie en titre, qui termine à nouveau en tête du championnat et remporte son 6e titre -d'affilée- de champion. Le Maribor devance de 6 points le NK Primorje et de 10 points le NK FC Koper.

## Les 12 clubs participants
| - Olimpija Ljubljana - Maribor Teatanic - NK Domžale - HIT Gorica - NK Mura - NK FC Koper | - Publikum Celje - NK Rudar Velenje - NK Šmartno 1928 - Promu de D2 - NK Korotan Suvel Prevalje - NK Primorje - NK Živila Triglav - Promu de D2 |

## Compétition

### Classement
Le barème de points servant à établir le classement se décompose ainsi :
- Victoire : 3 points
- Match nul : 1 point
- Défaite : 0 point

| Rang | Équipe                    | Pts | J  | G  | N  | P  | Bp | Bc | Diff |
| ---- | ------------------------- | --- | -- | -- | -- | -- | -- | -- | ---- |
| 1    | NK Maribor (T)            | 66  | 33 | 19 | 9  | 5  | 64 | 23 | +41  |
| 2    | NK Primorje               | 60  | 33 | 18 | 6  | 9  | 57 | 26 | +31  |
| 3    | NK FC Koper               | 56  | 33 | 15 | 11 | 7  | 45 | 26 | +19  |
| 4    | Olimpija Ljubljana        | 51  | 33 | 15 | 6  | 12 | 39 | 42 | -3   |
| 5    | HIT Gorica (C)            | 49  | 33 | 13 | 10 | 10 | 38 | 40 | -2   |
| 6    | Publikum Celje            | 48  | 33 | 14 | 6  | 13 | 50 | 39 | +11  |
| 7    | NK Mura                   | 48  | 33 | 14 | 6  | 13 | 36 | 35 | +1   |
| 8    | NK Rudar Velenje          | 42  | 33 | 11 | 9  | 13 | 46 | 52 | -6   |
| 9    | NK Šmartno 1928 (P)       | 40  | 33 | 9  | 13 | 11 | 41 | 40 | +1   |
| 10   | NK Korotan Suvel Prevalje | 37  | 33 | 10 | 7  | 16 | 28 | 46 | -18  |
| 11   | NK Živila Triglav (P)     | 33  | 33 | 9  | 6  | 18 | 34 | 60 | -26  |
| 12   | NK Domžale                | 16  | 33 | 3  | 7  | 23 | 26 | 75 | -49  |

|  | Qualification pour la Ligue des champions 2002-2003                                           |
|  | Qualification pour la Coupe UEFA 2002-2003                                                    |
|  | Qualification pour la Coupe Intertoto 2002                                                    |
|  | Relégation directe en deuxième division                                                       |
|  | (T) Tenant du titre (C) Vainqueur de la Coupe de Slovénie (P) Club promu de deuxième division |

## Bilan de la saison
| Championnat de Slovénie de football 2001-2002 |                              |
| Champion                                      | Maribor Teatanic (6e titre)  |
| Coupes et trophées                            |                              |
| Vainqueur de la Coupe de Slovénie 2001-2002   | HIT Gorica                   |
| Qualifications continentales                  |                              |
| Ligue des champions 2002-2003                 | Maribor Teatanic             |
| Coupe UEFA 2002-2003                          | HIT Gorica                   |
| Coupe UEFA 2002-2003                          | NK Primorje                  |
| Coupe Intertoto 2002                          | NK FC Koper                  |
| Promotions et relégations                     |                              |
| Promus en PrvaLiga                            | NK Dravograd NK Ljubljana    |
| Relégués en Division 2                        | NK Živila Triglav NK Domžale |